# Лутке (музичка група)
Лутке су југословенски и српски пауер поп бенд из Београда, основан 1987. године.

## Историјат

### 1987—1989
Бенд је формиран 1987. године стране средњошколских пријатеља Ненада Јовановића (гитара, вокал), Дејана Радовановића (гитара), Златка Шетвића (бас гитара) и Зорана Аковића (бубњеви). Првобитно су наступали под именим Саламе, потом као Крвопије, а након тога бенд је изабрао име Лутке. Кратко време у бенду је био и Саша Павловић, који је касније постао монах на Светој гори.
Првобитна постава снимила је демо снимак 1987. године са песмама Ти си тако отрвона и Ја сам опет ту, а продуцирао их је Срђан Бабовић, касније познат као турбо фолк продуцент. Материјал је представљен публици преко локалних радио станица као и преко уживо наступа које је бенда држао углавном у средњим школама. У часопису Ћао појавио се чланак о бенду.
Иапк, постава бенда није дуго опстала, због војних обавеза. Крајем 1989. године након што су се вратили из војске, Јовановић и Радовановић, заједно са басистом Дејаном Станишићем и бубњаром Срђаном Вишњићем, направили су неколико демо снимака, сниманих углавном у студију Какаду, а њихове песме често су емитоване на тада новоформираном Радију Б92. Песме су се појављивале и на демо топ листама и радио емисијама, укључујући и емисију Милана Петровића Тице.

### 1990—1999
Почетком деведесетих година бенд је наступа у београдском клубу Дадов са другим бендовима. Међутим, тадашња политичка и економска ситуација у земљи и избијање југословенских ратова утицали су на активности бенда. Са снимањем је настављено, а демо верзије песама Небо и Смешак кобног јутра снимљене су на радио емисији Дискомер Студија Б, а видео спотови за ове нумере појавили су се на РТБ телевизијском каналу у емисији Афирматор. Успех и промоције медија омогућиле су бенду да наступи на фестивалу Брзи бендови Србије током 1992. године и у београдским клубовим Клуб студената технике, Студентски културни центар и Дом омладине.
Године 1994. бубњар Срђан Вишњић напустио је бенд, а касније постао устаљени рели возач. Вишњића је заменио Владан Нојковић, са којим је бенд добио прилику да изда албум. Албум је снимљен у студију До-ре-ми у Новом Саду, а копродуценти су били чланови бенда и власници студија Предраг Пејић и Александар Стаменковић Стамени.
Први студијски албум бенда Модеран свет, објављен је на компакт касети од стране издавачке куће L.V.O records. На албуму су се нашле песме из 1996. године, а поред новог материјала и обрада песме 2000 Miles, на српском језику.
Промовитвни спотови снимљен за песме на албуму су Que putana и Модеран свет, а оба је режирао Иван Марков. Након издања албума, бенд је имао мању турнеју где је промовисао албум, а наступи су углавном одржавани у београдским клубовима, као и у Крагујевцу.
Након издавања албума и турнеје, песма бенда Знам да је крај нашла се на албуму Б92 и Радија Бум 93 — Ово је земља за нас. У међувремену, почетком 1997. године састав бенда се променио, Дејан Радовановић је напустио бенд, а у новом саставу били су Ђуро Којић (гитара и виолина) и Маја Младеновић. Наредне године нови састав радио је на снимању у музичком студију Кошутњак и од фебруара до јуна 1998. године снимили су материјал које је објављен на њиховом другом студијском албуму.
У октобру 1998. године бенд је објавио други студијски албум под називом Полиестер који се састојао од материјала написаног током читаве каријере бенда. Албум је продуцирао Ђорђе Петровић, а гост на аблуму била је Галина Кузмановић, која је гостовала са виолином. Снимљен је промотивни видео за песму Сјај, који је режирао Иван Марков.
Након изласка албума уследила је велика медијска промоција и турнеја током које је бенд наступао са виолинистима. Турнера је прекинута почетком НАТО агресије над СР Југославијом, током које се бенд распуштао. Буњар Нојковић се преселио у Египат, а потом у Канаду, Маја Младеновић у Данску.

### 2000—2009
Године 2000. Ненад Јовановић заједно са Браниславом Пакићем формирао је електропоп бенд Фото, објављујући албум Космос Србија, за Ammonite records. У међувремену Јовановић је реформирао Лутке са гитаристом Ђорђем Којићем и бубњаром Ђорђем Ковачевићем. Постава је снимила промотивни видео за песму Нови дан, у режији Милоша Ђукелића. Буњар Ковачевић је 2004. годиене замењен Младеном Пајевићем, ветараном новог талас и панк рок сцене Србије и СФРЈ, који је наступао са бендовима Радничка контрола, Шине, Робна кућа и Радост Европе. Наредне године нови басиста постао је Драго Сенић, бивши члан бендова QRVE, Петар Пан и Командоси.
Године 2007. бенд је након деветогодишње паузе снимања издао трећи студијски албум Фонтанела за издавачку кућу Ammonite records. Албум је продуцирао Драго Сенић, а на њему се нашао материјал снимљен током 2006. године, укупно десет песама, које је писао Јовановић почетком 2000-их година, све осим насловне нумере Ноћна птица. Рекламни спотови снимљени су за песму Н.Л.О. После издавања албума, бенд са Јовановићем, Којићем, Пајевићем, басистом Душком Рајковићем и клавијатуристом и певаћицом Душицом Стојковић имао је турнеју у Београду, Новом Саду, Суботици, Горњем Милановцу, Крагујевцу и Нишу.

### 2010—
У априлу 2014. године бенд је објавио албум Спирални снови. Албум су најавили нумерама Београд гори, Кишобран, Последњи пут, Нека живи овај дан и обрадом песме Леа Мартина Лаку ноћ, драга. Албум је објављен на цду за Ammonite records и за слушање на дизеру. Крајем 2016. године бенд је најавио издавање новом албума.

## Дискографија

### Студијски албуми
- Модеран свет (1996)
- Полиестер (1998)
- Фонтанела (2007)
- Спирални снови (2014)

### Гостовања на компилацијама
- "Знам да је крај" (Ово је земља за нас?!?; 1997)